# (26330) 1998 WN5
(26330) 1998 WN5 est un astéroïde de la ceinture principale d'astéroïdes découvert en 1998.

## Description
(26330) 1998 WN5 a été découvert le 20 novembre 1998 à l'observatoire Gekko, situé à Shizuoka (Japon), par Tetsuo Kagawa.

### Caractéristiques orbitales
L'orbite de cet astéroïde est caractérisée par un demi-grand axe de 2,97 UA, un périhélie de 2,67 UA, une excentricité de 0,10 et une inclinaison de 0,89° par rapport à l'écliptique. Du fait de ces caractéristiques, à savoir un demi-grand axe compris entre 2 et 3,2 UA et un périhélie supérieur à 1,666 UA, il est classé, selon la JPL Small-Body Database, comme objet de la ceinture principale d'astéroïdes.

### Caractéristiques physiques
(26330) 1998 WN5 a une magnitude absolue (H) de 14,5 et un albédo estimé à 0,285.